# Hülptingsen
Hülptingsen è una frazione (Ortschaft) della città di Burgdorf, nel land della Bassa Sassonia, in Germania.

## Storia
Già comune autonomo nel circondario di Burgdorf, fu soppresso e incorporato a Burgdorf il 1º marzo 1974.